# Chut (peuple)
Pour les articles homonymes, voir Chut.

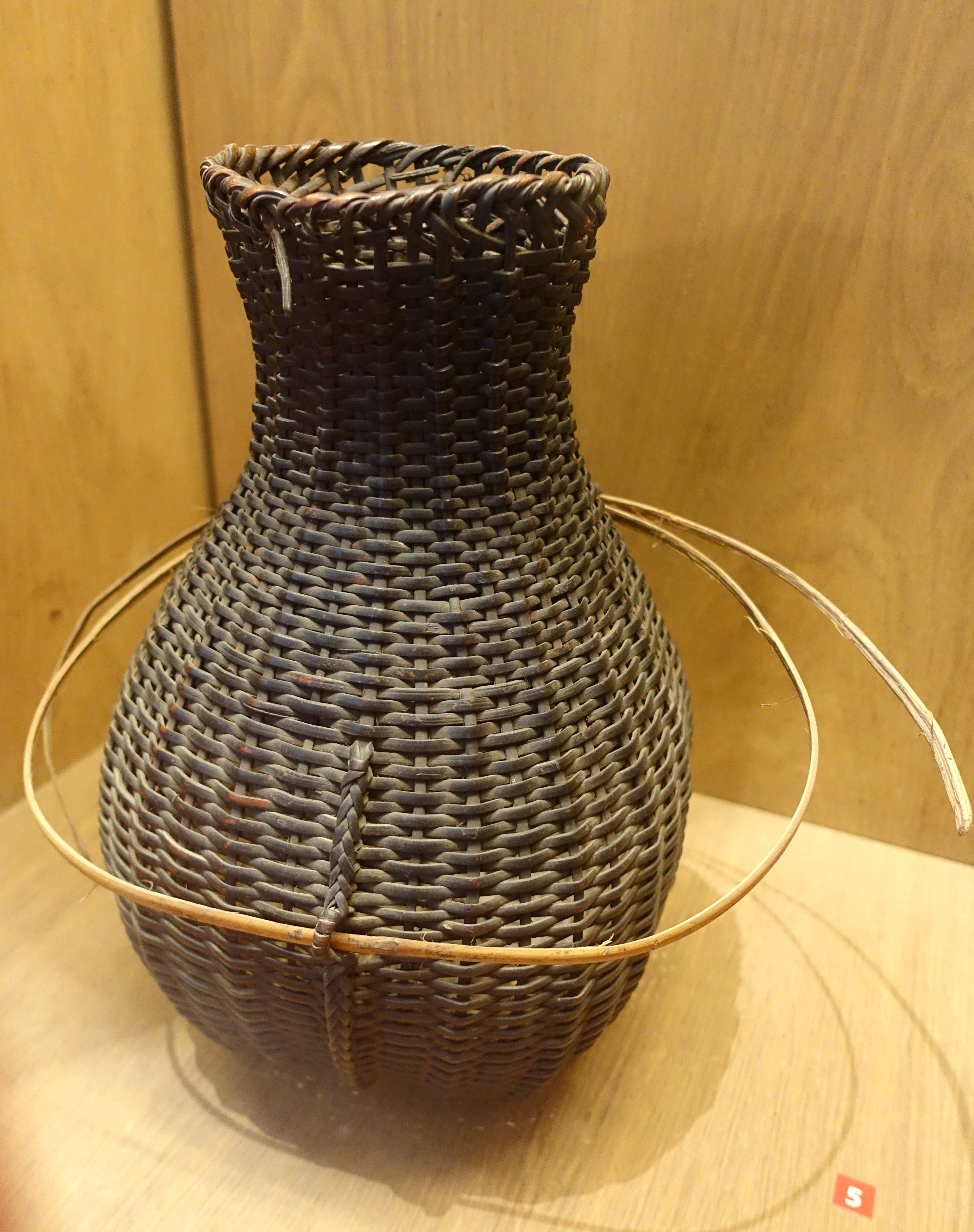
Panier à poisson chut

Les Chut sont une population des montagnes du Laos et du Viêt Nam. Leur langue appartient au groupe viêt-muong de la branche môn-khmer des langues austroasiatiques.